# Jim Bunning
Jim Bunning, właśc. James Paul David Bunning (ur. 23 października 1931 w Pittsburghu, zm. 26 maja 2017 w Fort Thomas w stanie Kentucky) – amerykański baseballista i polityk, członek Partii Republikańskiej. W latach 1987–1999 przez sześć kolejnych kadencji Kongresu Stanów Zjednoczonych był przedstawicielem stanu Kentucky w Izbie Reprezentantów Stanów Zjednoczonych, a w latach 1999–2011 reprezentował ten stan w Senacie Stanów Zjednoczonych.

## Kariera sportowa
Jako baseballista grał w drużynach Detroit Tigers, Philadelphia Phillies, Pittsburgh Pirates i Los Angeles Dodgers na pozycji miotacza.